# جوزيف أريستيد لاندري
جوزيف أريستيد لاندري هو سياسي أمريكي، ولد في 10 يوليو 1817 في دونالدسونفيل في الولايات المتحدة، وتوفي بنفس المكان في 9 مارس 1881. نشط حزبياً في حزب اليمين. وقد انتخب عضو مجلس نواب لويزيانا ‏ وانتخب عضو مجلس النواب الأمريكي ‏.